# پرنده آزاد (فیلم)
«پرنده آزاد» (انگلیسی: Freebird) یک فیلم کمدی بریتانیایی که در سال ۲۰۰۸ منتشر شد. از بازیگران آن می‌توان به جف بل اشاره کرد.